# Mikk Pahapill
Mikk Pahapill, född 18 juli 1983 Kuressaare, Estniska SSR, Sovjetunionen, är en estnisk friidrottare (tiokampare). Han tog guld i femkamp i Europeiska inomhusmästerskapen i friidrott 2009.